# Édimbourg Rugby (féminines)
Ne doit pas être confondu avec Édimbourg Rugby.
Actualités
Edinburgh Rugby (couramment partiellement francisé en Édimbourg Rugby) est une sélection provinciale féminine écossaise de rugby à XV basée à Édimbourg. C'est la section féminine de la franchise homonyme. Fondée en 2023, l'équipe dispute le Celtic Challenge, la compétition internationale mettant aux prises des sélections régionales écossaises, galloises et irlandaises.

## Histoire
La fédération écossaise (SRU) annonce la création des équipes féminines des Glasgow Warriors et Édimbourg Rugby en décembre 2023. Elles prennent la place de l'équipe des Thistles, qui a disputé la toute première édition du Celtic Challenge. La SRU a choisi de calquer ses deux équipes féminines sur les franchises masculines qui jouent en United Rugby Championship afin de profiter de leur image en termes de marketing, et de disposer d'un socle de supporters déjà existant. Les filles d'Édimbourg portent ainsi les mêmes couleurs et jouent dans le même stade que les hommes, le Edinburgh Rugby Stadium.
L'équipe technique est révélée peu de temps après : Claire Cruikshank est l'entraineuse en chef ; elle est aussi responsable du pôle rugby féminin de haut niveau à l'université d'Édimbourg et entrainait déjà l'équipe des Thistles lors de la précédente édition de la compétition. Elle est assistée par l'ancien pilier Stuart Corsar (passé par toutes les sélections écossaises sauf l'équipe nationale senior) et Euan Mochrie qui est chargé de la défense.
L'effectif annoncé compte trente joueuses, issues de cinq clubs : l'université d'Édimbourg (8 joueuses), Corstorphine (sept joueuses), le Watsonian FC (six joueuses), Heriot's RC (cinq joueuses) et Stirling (trois joueuses). Ce dernier est le seul club qui ne soit pas basé à Édimbourg. Le premier match de l'histoire de l'équipe à lieu le 30 décembre 2023, à l'occasion de la première journée du Celtic Challenge : c'est un derby face à Glasgow, remporté par les locales (28-12). La rencontre est disputée devant presque 2000 spectateurs.
La SRU et les clubs anglais ayant conclu un accord permettant de sélectionner les joueuses non retenues en club, Édimbourg obtient au fil des journées le renfort de plusieurs joueuses de Premiership : Nicola Haynes et Fiona McIntosh (Saracens), Jenny Maxwell (Loughborough), Panashe Muzambe (Exeter), Caity Mattinson (Gloucester-Hartpury) entre autres. L'équipe termine à la deuxième du classement, avec une seule défaite. À l'issue de la première saison de Celtic Challenge, sept joueuses sont convoquées pour préparer le Tournoi des Six Nations 2024. Au mois de mai,Emma Orr est recrutée par Bristol.
Pour la deuxième édition du Celtic Challenge, Claire Cruikshank est reconduite à son poste. Elle est assistée par Matty Douglas (défense), Ross Bundy (avants) et Panashe Muzambe (mêlée). L'effectif compte douze nouvelles joueuses et Alex Stewart est désignée capitaine. Les trois clubs les plus représentés sont l'université d'Édimbourgh (dix joueuses), les Watsonians (neuf joueuses) et Corstorphine (six joueuses).
Pour la coupe du monde 2025, cinq joueuses sont sélectionnées : Adelle Ferrie, Molly Poolman, Hannah Ramsay, Alex Stewart et Hannah Walker.